# Горенци (Центар Жупа)
Горенци (мкд. Горенци) су насељено место у Северној Македонији, у западном делу државе. Горенци припадају општини Центар Жупа.

## Географија
Насеље Горенци је смештено у крајњем западном делу Северне Македоније, близу државне границе са Албанијом (6 km западно). Од најближег већег града, Дебра, насеље је удаљено 10 km јужно.
Рељеф: Горенци се налазе у области Жупа, на западним падинама планине Стогово. Источно од насеља се налази главно било планине, док се западно тло спушта у долину Црног Дрима, која је у ово делу преграђена, па је ту образовано вештачко Дебарско језеро. Надморска висина насеља је приближно 740 метара.
Клима у насељу је планинска због знатне надморске висине.

## Становништво
По попису становништва из 2002. године Горенци су имали 267 становника.
Претежно становништво у насељу су Турци (Торбеши) (72%), а у мањини су етнички Македонци (25%). До почетка 20. века словенски хришћани су чинили знатно већи део становништва у насељу.
Већинска вероисповест у насељу је ислам.